# 토머스 터구스
토머스 터구스(Thomas Turgoose, 1991년 2월 11일 ~ )는 영국의 배우이다.

## 작품 목록
- 킹스맨: 골든 서클